# Puchar Adecco
Puchar Adecco (oficjalna nazwa: Pokal Adecco) – profesjonalny turniej koszykarski, organizowany corocznie od 2009 roku w Słowenii. Głównym sponsorem turnieju jest firma Adecco. Biorą w nim udział reprezentacje narodowe.

## Finaliści
| Rok  | Gospodarz | Hala           | Mistrz   | Wicemistrz           |
| ---- | --------- | -------------- | -------- | -------------------- |
| 2009 | Słowenia  | Tabor Hall     | Słowenia | Grecja               |
| 2010 | Słowenia  | Tabor Hall     | Serbia   | Słowenia             |
| 2011 | Słowenia  | Arena Stožice  | Serbia   | Chorwacja            |
| 2012 | Słowenia  | Arena Stožice  | Serbia   | Bośnia i Hercegowina |
| 2013 | Słowenia  | Arena Bonifika | Słowenia | Włochy               |
| 2014 | Słowenia  | Kilka miejsc   | Słowenia | Kanada               |
| 2015 | Słowenia  | Arena Bonifika | Słowenia | Ukraina              |

## Uczestnicy
| Zespół               | 2009 | 2010 | 2011 | 2012 | 2013 | 2014 | 2015 |
| -------------------- | ---- | ---- | ---- | ---- | ---- | ---- | ---- |
| Bułgaria             | 3    | –    | –    | –    | –    | –    | –    |
| Bośnia i Hercegowina | –    | –    | 4    | 2    | –    | –    | –    |
| Kanada               | –    | –    | –    | –    | –    | 2    | –    |
| Chorwacja            | –    | –    | 2    | 4    | –    | –    | –    |
| Finlandia            | –    | –    | –    | –    | –    | –    | 4    |
| Gruzja               | –    | –    | –    | –    | –    | 3    | –    |
| Grecja               | 2    | –    | –    | –    | –    | –    | –    |
| Włochy               | –    | –    | –    | –    | 2    | –    | 3    |
| Macedonia Północna   | –    | –    | 6    | –    | –    | –    | –    |
| Czarnogóra           | –    | –    | 5    | –    | 3    | –    | –    |
| Nowa Zelandia        | –    | 4    | –    | –    | –    | –    | –    |
| Rosja                | –    | 3    | –    | –    | –    | –    | –    |
| Serbia               | –    | 1    | 1    | 1    | –    | –    | –    |
| Słowenia             | 1    | 2    | 3    | 3    | 1    | 1    | 1    |
| Ukraina              | –    | –    | –    | –    | –    | 4    | 2    |